# Oligostigma excisa
Oligostigma excisa là một loài bướm đêm trong họ Crambidae.